# Cryptus mirus
Cryptus mirus là một loài tò vò trong họ Ichneumonidae.